# Gerešk
Gerešk es una ciudad de Afganistán, perteneciente al distrito de su nombre, en la provincia de Helmand. Su población es de  habitantes (2007).
Gerešk es el centro de una rica región agrícola con el embalse Kajakai río arriba desviando el agua hacia el Canal de Irrigación Boghra. Gerešk fue originalmente construido alrededor de un fuerte en el banco derecho del río pero más tarde fue reconstruido a la izquierda. Durante la primera guerra anglo-afgana (1839-1842), el fuerte fue capturado por los británicos pero fue concedido y retornado en 1879. Gerešk tiene un hospital desarrollado y una escuela de ingeniería en la que fue construida en 1957.
- Datos: Q3735459
- Multimedia: Gereshk / Q3735459